# Xénobiologie
Ne doit pas être confondu avec exobiologie.
La xénobiologie est une sous-discipline naissante de la biologie de synthèse qui vise la mise au point de formes de vie étrangères, du point de vue chimique et informationnel, à celles qui sont connues sur Terre.

## Dénominations
Le terme xénobiologie a d'abord été employé en science-fiction pour désigner une possible vie extraterrestre ou son étude scientifique, l'exobiologie, avant que les promoteurs de cette discipline ne se le « réapproprient ».
Les bactéries obtenues par cette technologie sont parfois dites « paranaturelles » et parfois « xénobiotiques ». Ce dernier terme désigne les substances étrangères à un organisme vivant ; un organisme dépendant d'une telle substance met donc en œuvre une chimie différente.

## Exemples de manipulation

La molécule de 5-chloro-uracile.

Philippe Marlière, biologiste, a annoncé le 15 décembre 2010 lors d'une conférence au Génopole d'Évry que, son équipe avait transformé, de façon partielle et réversible, l'ADN de la bactérie Escherichia coli en AXN en remplaçant l'une des bases, la thymine, par un composant artificiel toxique (un xénobiotique), le 5-chloro-uracile.
Ces organismes ont été obtenus dans une « Machine à évoluer » co-inventée avec Rupert Mutzel de l’Université libre de Berlin qui met en œuvre une évolution dirigée dans un dispositif de culture automatisée de cellules soumises à la pression de sélection, contrôlée informatiquement, que constitue une concentration sub-létales du xénobiotique, le 5-chloro-uracile. En 1 000 à 2 000 générations, « les souches cultivées ne demandaient plus de thymine du tout », indique Philipe Marlière qui a abouti à un résidu de 1 % de thymine saupoudré dans le génome des bactéries.
Une nouvelle avancée a été publiée dans Nature en 2014, une équipe américaine étant parvenue à intégrer dans la bactérie Escherichia coli deux nouvelles paires de bases (d5SICS et dNaM). Ces deux bases ont été intégrées dans un plasmide qui a été répliqué au cours de générations successives. Par ailleurs, ces deux bases sont appariées par liaison hydrophobe, contrairement aux bases naturelles, appariées grâce à des liaisons hydrogène.
Il est également possible d'induire des formes de vie où le code génétique est fait de quadruplets et non de triplets, ou qui synthétisent des protéines contenant des acides aminés non standards.

### Objectifs et perspectives
Philippe Marlière, par ailleurs industriel, fondateur de la société Isthmus SARL, a pour objectif de produire des agrocarburants et des médicaments grâce à cette Escherichia coli.
Pour Madeleine Bouzon, chercheuse au CEA, la « Machine à évoluer » devrait encore « substituer quatre molécules aux quatre bases de l’ADN » voire de les organiser sur un sucre différent de celui de l'ADN ; c’est l’objectif du programme Xénome (Génopole, CEA et université d'Evry).
L'enrichissement de l'alphabet de l'ADN permet d'envisager une nouvelle étape pour la xénobiologie : l'intégration d'acides aminés xénobiotiques, afin de faire produire par les organismes vivants des protéines aux caractéristiques inédites.

### Débats
Philippe Marlière se dit conscient que « cette idée risque d'être difficile à faire passer » dans l'opinion.